# 白花蝇子草

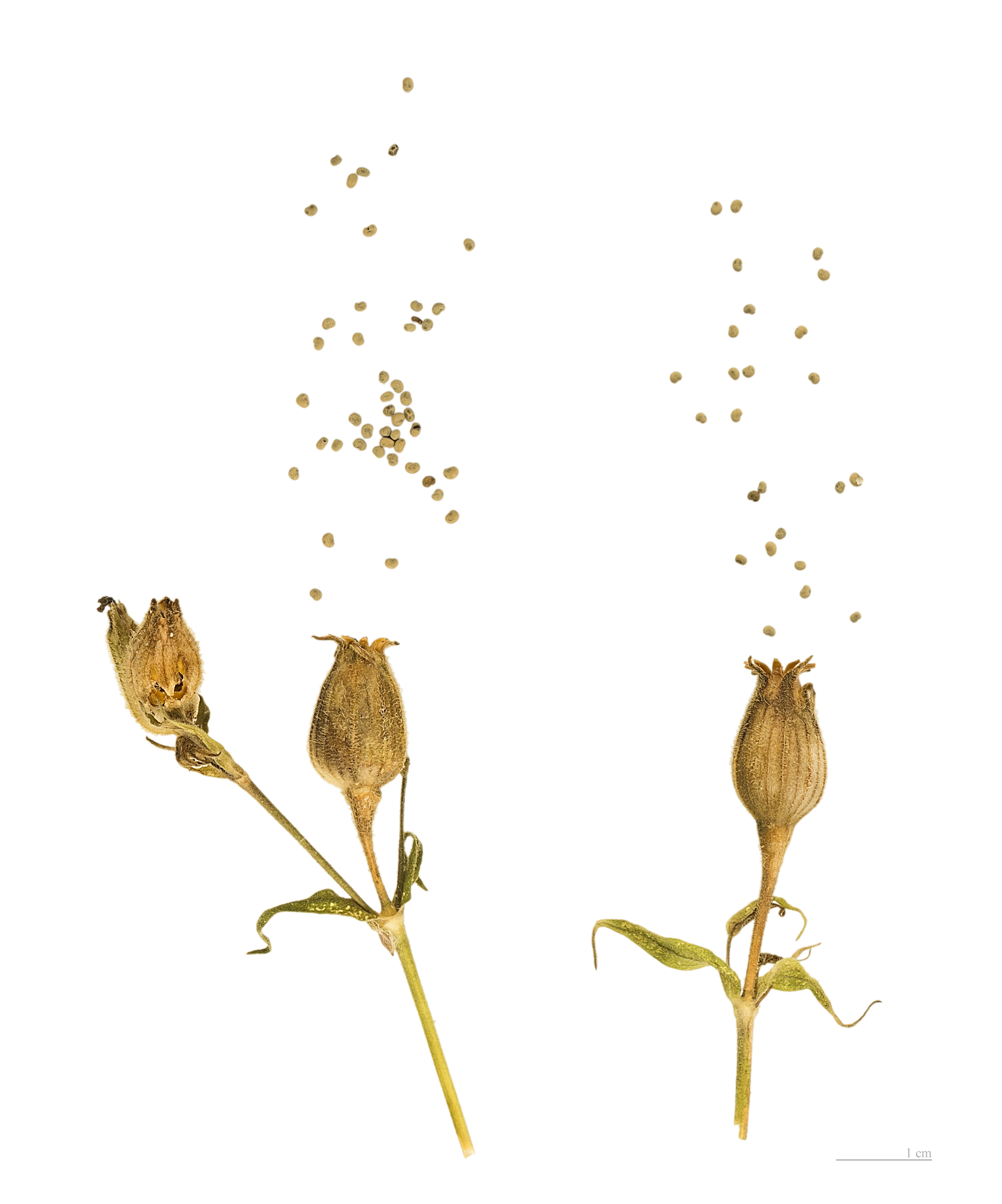
Silene latifolia

白花蝇子草（学名：Silene pratensis）是石竹科蝇子草属的植物。分布于亚洲、欧洲以及中国大陆的辽宁等地，生长于海拔200米至1,800米的地区，一般生于农田旁以及沟渠边，目前尚未由人工引种栽培。

## 别名
异株女娄菜（东北植物检索表）

## 异名
- Melandrium album (Mill.) Garcke
- Silene alba (Mill.) E. H. Krause

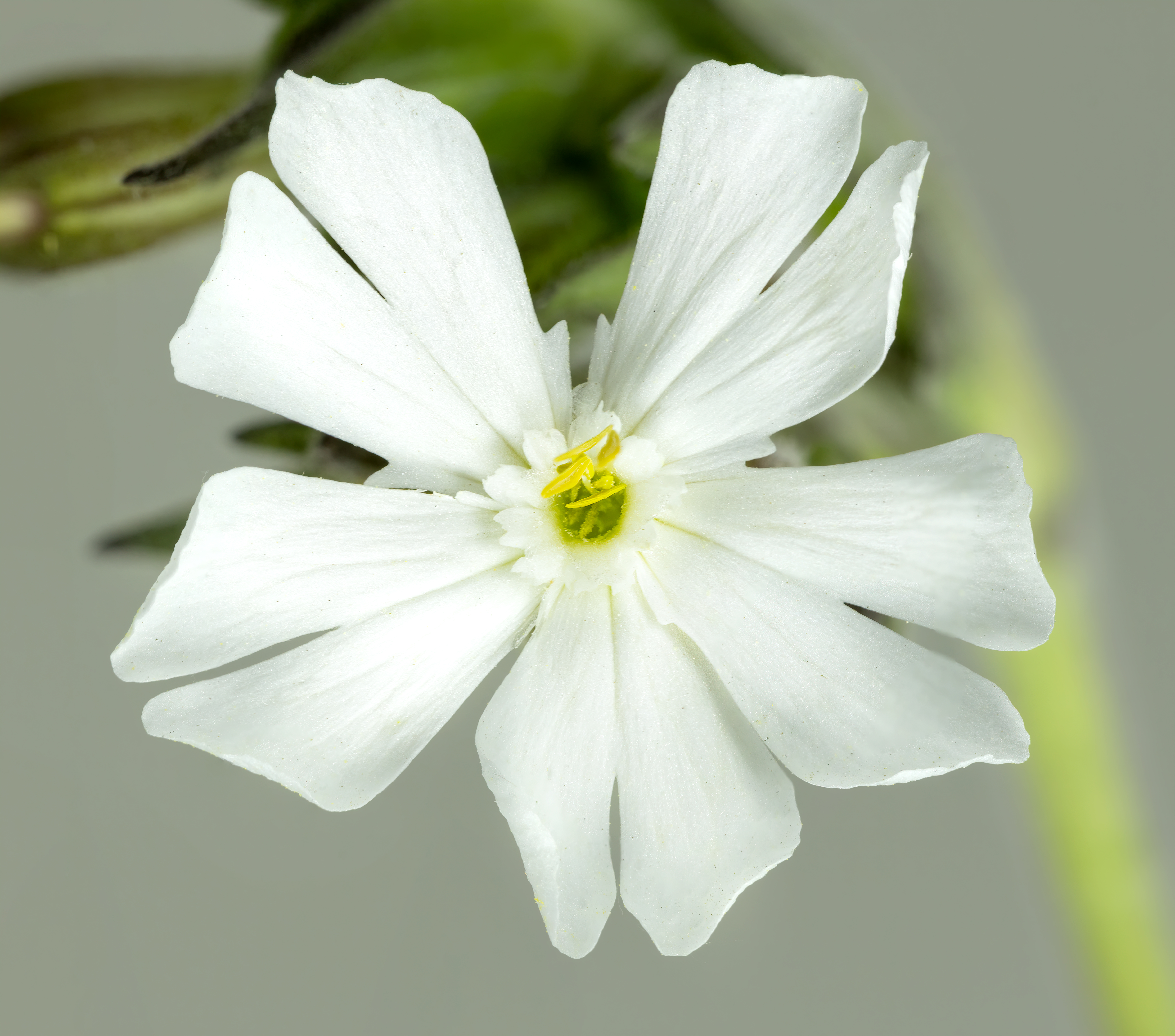
Silene latifolia ♂

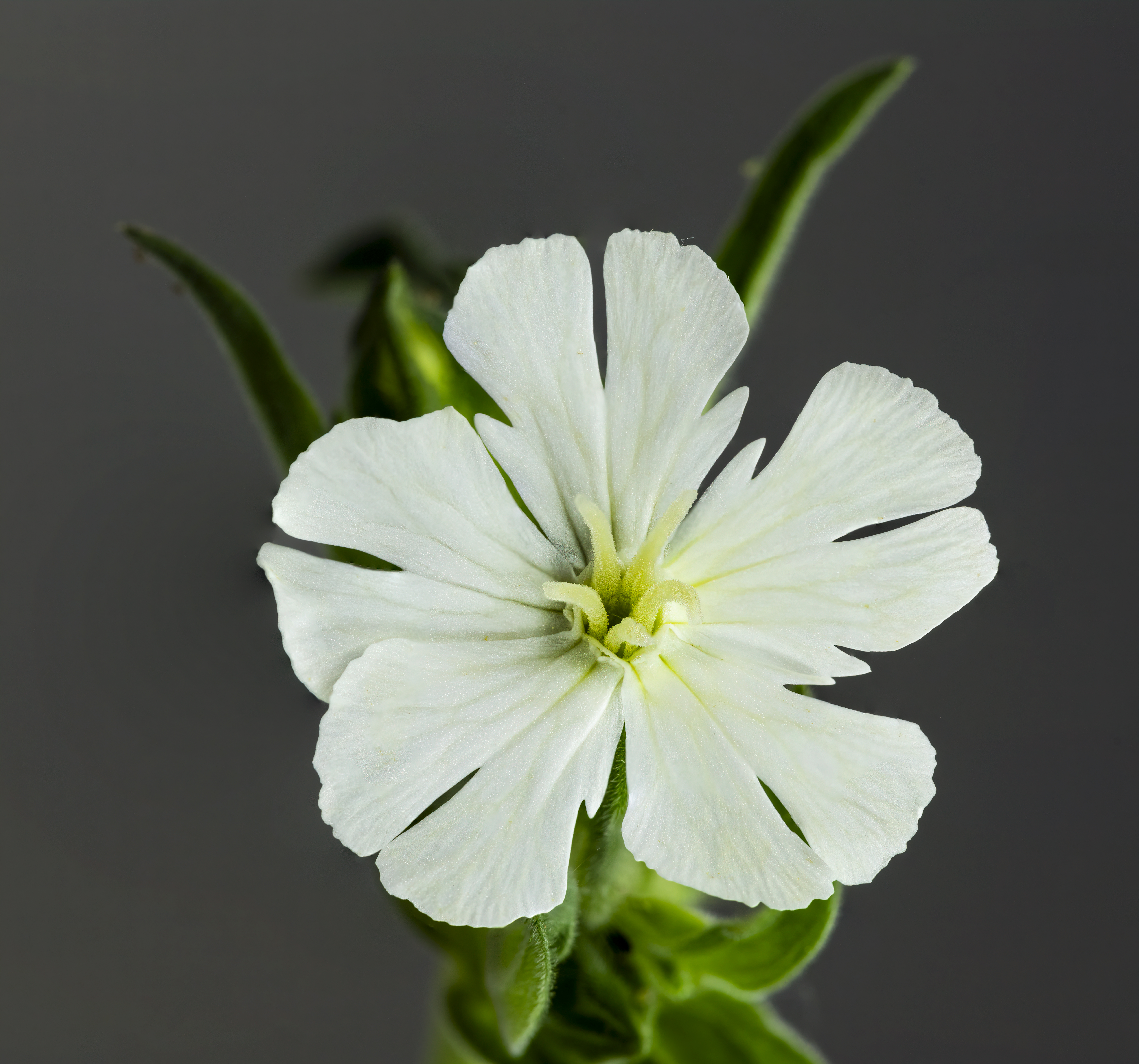
Silene latifolia ♀